# Traité de Badajoz (1267)
Pour les articles homonymes, voir Traité de Badajoz.
Le Traité de Badajoz est signé à Badajoz le 16 février 1267 entre le roi Alphonse X de Castille et le roi Alphonse III de Portugal. Il vise à régler la question des frontières entre leurs royaumes. 

## Contexte
Ibn Mafûz, roi de Niebla et émir de l'Algarve, essayant de contrecarrer les visées portugaises sur ses territoires, se déclare vassal d'Alphonse X de Castille. Par l'intermédiaire de ses vassaux, Alphonse X espère revendiquer la domination sur l'Algarve non encore conquise par les Portugais.
Cependant, le vœu de vassalité de l'Émir envers la Castille n'empêche pas les chevaliers de l'Ordre de Santiago, sous le commandement du Grand Maître Paio Peres Correia, de conquérir la majeure partie de la région ville par ville, entre 1242 et 1249, y compris Silves. En mars 1249, le roi Alphonse III de Portugal s'empare de Faro, le dernier bastion musulman de l'Algarve, mettant ainsi fin à la Reconquista portugaise.
Le titre d'Alphonse III de Portugal en tant que «roi de Portugal et de l'Algarve» sert de réaction aux revendications du roi de Castille et vise à démontrer les droits du monarque portugais dans la région concernée.

## Résultats du traité
Afin de mettre définitivement un terme au conflit, Alphonse X s'évertue à résoudre cette question avec l'aide du pape. 
Sur la base des termes du traité de Badajoz: 
- Les deux signataires s'engagent à une assistance mutuelle et amicale.
- Alphonse X renonce à tous ses droits sur le Royaume d'Algarve [1] qui comprend le service de cinquante chevaliers.
- Le roi castillan ordonne à ses lieutenants de céder les châteaux qu'ils contrôlent en Algarve au Royaume de Portugal.
- Les deux signataires conviennent d'utiliser le fleuve Guadiana depuis Elvas et Badajoz jusqu'à Ayamonte sur l'Océan Atlantique comme ligne de démarcation séparant leurs Royaumes.
- En contrepartie, le Portugal restitue à la Castille les villes d'Aracena, Moura, Serpa et Aroche situées à l'Est de la ligne frontalière.
- Au nord de la frontière, le Portugal conserve Arronches, Alegrete ainsi qu'Elvas mais est contraint de renoncer à Valencia de Alcántara et Marvão [2].

Malgré tout cela, Alphonse X continue à utiliser le titre de « roi de l'Algarve », même s'il est probablement utilisé en référence au territoire de Niebla.